# Dalton Wilkins
Dalton James Wilkins (Auckland, 15 aprile 1999) è un calciatore neozelandese, difensore del SønderjyskE.

## Caratteristiche tecniche
È un terzino sinistro.

## Carriera

### Club
Dopo aver giocato nella prima divisione neozelandese con Auckland City ed Eastern Suburbs, nell'estate del 2019 va a giocare all'Helsingør, club della terza divisione danese.

### Nazionale
Con la nazionale Under-20 neozelandese ha preso parte al Campionato mondiale di calcio Under-20 2019.

## Palmarès

### Club

#### Competizioni nazionali
- New Zealand Football Championship: 1

Auckland City: 2017-2018
- 1. Division: 1

SønderjyskE: 2023-2024